# Rejet-de-Beaulieu
Rejet-de-Beaulieu település Franciaországban, Nord megyében. Lakosainak száma 227 fő (2022. január 1.). Rejet-de-Beaulieu Fesmy-le-Sart, Oisy, Catillon-sur-Sambre és Mazinghien községekkel határos.

## Népesség
A település népessége az elmúlt években az alábbi módon változott:
| Lakosok száma | 261  | 267  | 272  | 261  | 251  | 242  | 237  | 232  | 227  |
|               | 2013 | 2015 | 2016 | 2017 | 2018 | 2019 | 2020 | 2021 | 2022 |